# San Nicola Baronia
San Nicola Baronia là một đô thị (commune) thuộc tỉnh Avellino trong vùng Campania của Ý. San Nicola Baronia có diện tích 6,87 km2, dân số là 801 người (thời điểm ngày 1 tháng 5 năm 2009). 